# Malgré la nuit
Pour le court-métrage de Guillermo García López, voir Malgré la nuit (film, 2023).
Pour plus de détails, voir Fiche technique et Distribution.
Malgré la nuit est un film dramatique français réalisé par Philippe Grandrieux, sorti en 2015.

## Synopsis
Dans Paris, Lenz cherche désespérément Madeleine, qui a disparu soudainement et mystérieusement. Il finit par rencontrer Hélène, une jeune femme envoutée par des pulsions autodestructrices. Un amour fou commence à naître entre eux. 
Un autre couple, Louis et Léna, jaloux de cette relation, décident d'emmener Lenz à suivre Hélène dans un souterrain dans un sombre réseau d'exploitation sexuelle.

## Fiche technique
- Titre : Malgré la nuit
- Réalisation : Philippe Grandrieux
- Scénario : Philippe Grandrieux, John-Henry Butterworth, Rebecca Zlotowski et Bertrand Schefer
- Musique : Ferdinand Grandrieux
- Montage : Françoise Tourmen
- Photographie : Jessica Lee Gagné
- 1er assistant opérateur : Romain Baudéan
- 1er assistant réalisateur : Antoine Chevrollier
- Décors : Thomas Phelizon
- Costumes : Anne Dunsford-Varenne
- Producteur : Catherine Jacques
  - Coproducteur : Lola Norda et Alix Pennequin
  - Producteur associé : Hervé Pennequin et Solveig Rawas
- Production : Mandrake Films
  - Coproduction : La Maison de Prod et 1976 Productions
- Distribution : Shellac
- Pays d'origine :  France  Canada
- Durée : 150 minutes
- Genre : drame
- Dates de sortie :
  - Canada : 11 octobre 2015
  - France : 6 juillet 2016
- Interdit aux moins de 16 ans

## Distribution
- Ariane Labed : Hélène
- Roxane Mesquida : Lena
- Paul Hamy : Louis
- Kristian Marr : Lenz
- Johan Leysen : Vatali (le père de Lena)
- Sam Louwyck : L'homme à la voix métallique
- Aurélien Recoing
- Christopher Buchholz : Scissors
- Jean-Baptiste Sastre
- Gabrielle Lazure : la mère
- Lola Norda :
- Cécile Grand Janvier :
- Jonathan Boudina :
- Hubert Viel :
- Armelle Roncin :
- Fatou Diarra :
- Anne-Sophie Jeannin :

## Accueil
« Huit ans après la splendeur apaisée d’Un lac, la mise en scène de Grandrieux retrouve ici la furie, l’état de panique des débuts... Le plan final, une magnifique étreinte SM saisie à la lueur d’un flash dans une cave, résume à lui seul le projet du film : malgré la nuit, malgré la souffrance et le vacarme, la beauté finit toujours par advenir dans le monde hanté de Philippe Grandrieux. » selon Les Inrockuptibles.
Selon Le Monde, Philippe Grandrieux explore continuellement de « nouvelles formes d'écriture cinématographique », mais ce film tend plutôt vers une « esthétique porno chic des années 2000 ».